# スン＝イー・プレヴィン
スン＝イー・プレヴィン（Soon-Yi Previn, Soon-Yi Farrow、1970年10月8日 - ）は、女優ミア・ファローと指揮者アンドレ・プレヴィンの養女である韓国系アメリカ人の女性。彼女の夫は、映画監督のウディ・アレンである。

## ウディ・アレン
1992年、彼女の母の長年のパートナーであるウディ・アレンと交際していることが明らかになり、国際的な注目を浴びる。彼女の養母ミア・ファローには、アレンとの間に1人の実子と2人の養子がいた。ファローがアレンのアパートで彼によって撮られたスン＝イーのヌード写真を発見して交際が発覚。ファローと彼女と彼の子供たち（スン＝イーにとっては義兄弟）に対する関係だけでなく、アレンとスン＝イーとの年齢差（35歳差）のために、メディアからは否定的な報道がなされた。
二人はヴェネツィアのパラッツォ・カヴァッリ・フランケッティで、1997年12月24日に結婚した。彼らには2人の養女、ベシェ・デュメイン・アレンとマンジー・ティオ・アレンがいる。二人ともジャズの音楽家、シドニー・ベシェとマンジー・ジョンソンの名をとって名づけられた。

## 学歴
スン＝イーは1996年にドルー大学から芸術で学士号を、1998年にコロンビア大学から特殊教育で修士号を授与された。

## フィルモグラフィー
- Wild Man Blues （1997年）
- 結婚記念日
- ハンナとその姉妹